# Legends!
Legends! é uma peça cômica escrita por James Kirkwood Jr. Ela excursionou pelos Estados Unidos com Mary Martin e Carol Channing em 1986, mas nunca teve uma produção na Broadway. A peça é sobre duas estrelas de cinema rivais e envelhecidas. Kirkwood escreveu sobre as aventuras da turnê em seu livro de memórias Diary of a Mad Playwright.

## Histórico de produção

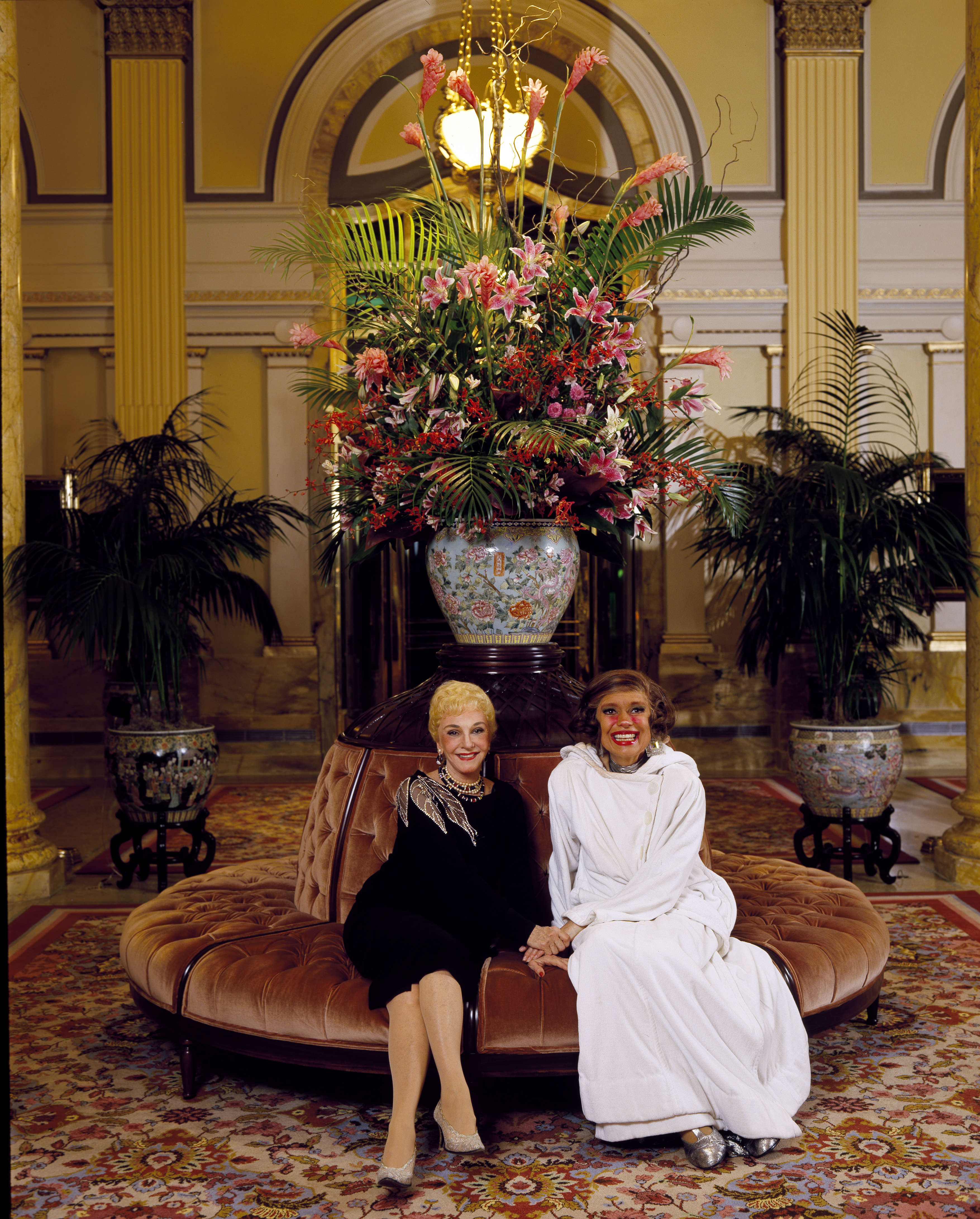
Mary Martin e Carol Channing, por volta de 1986, no saguão do Willard Hotel

- Turnê de Mary Martin e Carol Channing pelos EUA: Martin e Channing começaram a turnê pelos EUA em janeiro de 1986 em uma produção de estreia mundial do Center Theatre Group[2] no Ahmanson Theatre em Los Angeles, Califórnia, e terminaram em Miami, Flórida, em janeiro de 1987, tendo feito mais de 300 apresentações. Embora os produtores do espetáculo esperassem que ele estreasse na Broadway, isso não aconteceu. Martin deixou a produção quando seu discurso do segundo ato sobre o câncer de mama foi cortado.[3][4]
- Turnê de Joan Collins e Linda Evans: Joan Collins fez uma turnê pela América do Norte com a ex-colega de elenco de Dynasty, Linda Evans. A turnê começou em setembro de 2006 em Toronto e terminou em New Haven, Connecticut, em maio de 2007, após uma turnê de 30 semanas por várias cidades.[5]
- Lypsinka em Nova York: John Epperson, mais conhecido como Lypsinka, adaptou a peça para dois homens travestidos e apresentou uma leitura encenada em 23 de março de 2009 na cidade de Nova York. A leitura, que contou com a participação de Charles Busch, foi um benefício para a Friends in Deed - The Crisis Center for Life-Threatening Illness.[6][7] Em junho de 2010, Epperson levou o show ao Studio Theatre em Washington, DC, onde coestrelou com James Lecesne.[8][9]
- Turnê australiana de Hayley e Juliet Mills: Lendas! estreou na Austrália em 2015 com Hayley Mills e Juliet Mills: A produção, que contou com a participação do marido de Juliet Mills, Maxwell Caulfield, estreou no QPAC (Brisbane) com uma temporada de 2 a 14 de junho, tendo sido exibida em 28 de maio, posteriormente apresentando um segundo e último compromisso de 18 de junho a 5 de julho no Theatre Royal (Sydney).[10]